# 2002–2003-as UEFA-bajnokok ligája (egyenes kieséses szakasz)
A 2002–2003-as UEFA-bajnokok ligája egyenes kieséses szakasza 2003. április 8-án kezdődött, és május 28-án ért véget a manchesteri Old Trafford stadionban rendezett döntővel. Az egyenes kieséses szakaszban az a 8 csapat vett részt, amelyek a második csoportkörben a saját csoportjuk első két helyének valamelyikén végeztek.

## Lebonyolítás
A döntő kivételével mindegyik mérkőzés oda-visszavágós rendszerben zajlott. A két találkozó végén az összesítésben jobbnak bizonyuló csapatok jutottak tovább a következő körbe. Ha az összesítésnél az eredmény döntetlen volt, akkor az idegenben több gólt szerző csapat jutott tovább. Amennyiben az idegenben lőtt gólok száma is azonos volt, akkor 30 perces hosszabbítást rendeztek a visszavágó rendes játékidejének lejárta után. Ha a 2×15 perces hosszabbításban gólt/gólokat szerzett mindkét együttes, és az összesített állás egyenlő volt, akkor a vendég csapat jutott tovább idegenben szerzett góllal/gólokkal. Gólnélküli hosszabbítás esetén büntetőpárbajra került sor. A döntőt egy mérkőzés keretében rendezték meg.

## Résztvevők
| Csoport   | Csoportelső       | Csoportmásodik |
| --------- | ----------------- | -------------- |
| A csoport | FC Barcelona      | Internazionale |
| B csoport | Valencia CF       | Ajax           |
| C csoport | AC Milan          | Real Madrid    |
| D csoport | Manchester United | Juventus       |

## Ágrajz
|  | Negyeddöntők          | Negyeddöntők          | Negyeddöntők   | Negyeddöntők   | Negyeddöntők |   |                 | Elődöntők       | Elődöntők | Elődöntők | Elődöntők | Elődöntők |  |  | Döntő | Döntő | Döntő |  |
|  |                       |                       |                |                |              |   |                 |                 |           |           |           |           |  |  |       |       |       |  |
|  | Ajax                  | Ajax                  | 0              | 2              | 2            |   |                 |                 |           |           |           |           |  |  |       |       |       |  |
|  | Ajax                  | Ajax                  | 0              | 2              | 2            |   |                 |                 |           |           |           |           |  |  |       |       |       |  |
|  | AC Milan              | AC Milan              | 0              | 3              | 3            |   |                 |                 |           |           |           |           |  |  |       |       |       |  |
|  | AC Milan              | AC Milan              | 0              | 3              | 3            |   | AC Milan (i.g.) | AC Milan (i.g.) | 0         | 1         | 1         |           |  |  |       |       |       |  |
|  |                       |                       |                |                |              |   | AC Milan (i.g.) | AC Milan (i.g.) | 0         | 1         | 1         |           |  |  |       |       |       |  |
|  |                       |                       | Internazionale | Internazionale | 0            | 1 | 1               |                 |           |           |           |           |  |  |       |       |       |  |
|  | Internazionale (i.g.) | Internazionale (i.g.) | Internazionale | Internazionale | 0            | 1 | 1               | 1               | 1         | 2         |           |           |  |  |       |       |       |  |
|  | Internazionale (i.g.) | Internazionale (i.g.) |                |                |              |   |                 |                 |           | 2         |           |           |  |  |       |       |       |  |
|  | Valencia CF           | Valencia CF           | 0              | 2              | 2            |   |                 |                 |           |           |           |           |  |  |       |       |       |  |
|  | Valencia CF           | Valencia CF           | 0              | 2              | 2            |   | AC Milan        | AC Milan        | 0 (3)     |           |           |           |  |  |       |       |       |  |
|  |                       |                       |                |                |              |   |                 |                 |           |           |           |           |  |  |       |       |       |  |
|  |                       |                       | Juventus       | Juventus       | 0 (2)        |   |                 |                 |           |           |           |           |  |  |       |       |       |  |
|  | Real Madrid           | Real Madrid           | Juventus       | Juventus       | 0 (2)        | 3 | 3               | 6               |           |           |           |           |  |  |       |       |       |  |
|  | Real Madrid           | Real Madrid           |                |                |              |   |                 | 6               |           |           |           |           |  |  |       |       |       |  |
|  | Manchester United     | Manchester United     | 1              | 4              | 5            |   |                 |                 |           |           |           |           |  |  |       |       |       |  |
|  | Manchester United     | Manchester United     | 1              | 4              | 5            |   | Real Madrid     | Real Madrid     | 2         | 1         | 3         |           |  |  |       |       |       |  |
|  |                       |                       |                |                |              |   | Real Madrid     | Real Madrid     | 2         | 1         | 3         |           |  |  |       |       |       |  |
|  |                       |                       | Juventus       | Juventus       | 1            | 3 | 4               |                 |           |           |           |           |  |  |       |       |       |  |
|  | Juventus              | Juventus              | Juventus       | Juventus       | 1            | 3 | 4               | 1               | 2         | 3         |           |           |  |  |       |       |       |  |
|  | Juventus              | Juventus              |                |                |              |   |                 |                 |           | 3         |           |           |  |  |       |       |       |  |
|  | FC Barcelona          | FC Barcelona          | 1              | 1              | 2            |   |                 |                 |           |           |           |           |  |  |       |       |       |  |

## Negyeddöntők
Az időpontok közép-európai idő/közép-európai nyári idő szerint értendők.
| 1. csapat      | Össz.Tooltip Aggregate score | 2. csapat         | 1. mérk. | 2. mérk.   |
| -------------- | ---------------------------- | ----------------- | -------- | ---------- |
| Real Madrid    | 6–5                          | Manchester United | 3–1      | 3–4        |
| Juventus       | 3–2                          | FC Barcelona      | 1–1      | 2–1 (h.u.) |
| Ajax           | 2–3                          | AC Milan          | 0–0      | 2–3        |
| Internazionale | 2–2 (i.g.)                   | Valencia CF       | 1–0      | 1–2        |

### 1. mérkőzések
| 2003. április 8. 20:45 |

| Ajax | 0–0         | AC Milan |
| ---- | ----------- | -------- |
|      | Jegyzőkönyv |          |

| Amsterdam Arena, Amszterdam Nézőszám: 50 970 Játékvezető: Terje Hauge (norvég) |

| 2003. április 8. 20:45 |

| Real Madrid           | 3–1               | Manchester United  |
| --------------------- | ----------------- | ------------------ |
| Figo 12' Raúl 28' 49' | (2–0) Jegyzőkönyv | Van Nistelrooy 52' |

| Santiago Bernabéu Stadium, Madrid Nézőszám: 75 000 Játékvezető: Anders Frisk (svéd) |

| 2003. április 9. 20:45 |

| Juventus    | 1–1               | FC Barcelona |
| ----------- | ----------------- | ------------ |
| Montero 16' | (1–0) Jegyzőkönyv | Saviola 78'  |

| Stadio delle Alpi, Torino Nézőszám: 48 783 Játékvezető: Ľuboš Micheľ (szlovák) |

| 2003. április 9. 20:45 |

| Internazionale | 1–0               | Valencia CF |
| -------------- | ----------------- | ----------- |
| Vieri 14'      | (1–0) Jegyzőkönyv |             |

| San Siro, Milánó Nézőszám: 52 623 Játékvezető: Markus Merk (német) |

### 2. mérkőzések
| 2003. április 22. 20:45 |

| FC Barcelona | 1–2 (h. u.)                 | Juventus                 |
| ------------ | --------------------------- | ------------------------ |
| Xavi 66'     | (0–0, 1–1, 1–1) Jegyzőkönyv | Nedvěd 53' Zalayeta 114' |

| Camp Nou, Barcelona Nézőszám: 98 000 Játékvezető: Graham Poll (angol) |

| 2003. április 22. 20:45 |

| Valencia CF         | 2–1               | Internazionale |
| ------------------- | ----------------- | -------------- |
| Aimar 7' Baraja 51' | (1–1) Jegyzőkönyv | Vieri 5'       |

| Mestalla Stadium, Valencia Nézőszám: 48 000 Játékvezető: Kim Milton Nielsen (dán) |

| 2003. április 23. 20:45 |

| AC Milan                                  | 3–2               | Ajax                     |
| ----------------------------------------- | ----------------- | ------------------------ |
| Inzaghi 30' Shevchenko 65' Tomasson 90+1' | (1–0) Jegyzőkönyv | Litmanen 63' Pienaar 78' |

| San Siro, Milánó Nézőszám: 76 090 Játékvezető: Manuel Mejuto González (spanyol) |

| 2003. április 23. 20:45 |

| Manchester United                                       | 4–3               | Real Madrid         |
| ------------------------------------------------------- | ----------------- | ------------------- |
| Van Nistelrooy 43' Helguera 52' (öngól) Beckham 71' 85' | (1–1) Jegyzőkönyv | Ronaldo 12' 50' 59' |

| Old Trafford, Manchester Nézőszám: 66 708 Játékvezető: Pierluigi Collina (olasz) |

## Elődöntők
| 1. csapat   | Össz.Tooltip Aggregate score | 2. csapat      | 1. mérk. | 2. mérk. |
| ----------- | ---------------------------- | -------------- | -------- | -------- |
| Real Madrid | 3–4                          | Juventus       | 2–1      | 1–3      |
| AC Milan    | 1–1 (i.g.)                   | Internazionale | 0–0      | 1–1      |

1. ↑  Az AC Milan és az Internazionale hazai stadionja is a San Siro, mindkét mérkőzést itt játszották. A sorsolás szerint azonban a második mérkőzésen az AC Milan volt a vendég csapat, így ők jutottak tovább az „idegenben szerzett több gól” szabálya alapján.[1]

### 1. mérkőzések
| 2003. május 6. 20:45 |

| Real Madrid                             | 2–1               | Juventus      |
| --------------------------------------- | ----------------- | ------------- |
| Ronaldo 23' Roberto Carlos da Silva 73' | (1–1) Jegyzőkönyv | Trezeguet 45' |

| Santiago Bernabéu Stadium, Madrid Nézőszám: 75 000 Játékvezető: Terje Hauge (norvég) |

| 2003. május 7. 20:45 |

| AC Milan | 0–0         | Internazionale |
| -------- | ----------- | -------------- |
|          | Jegyzőkönyv |                |

| San Siro, Milánó Nézőszám: 78 175 Játékvezető: Valentin Ivanov |

### 2. mérkőzések
| 2003. május 13. 20:45 |

| Internazionale | 1–1               | AC Milan         |
| -------------- | ----------------- | ---------------- |
| Martins 84'    | (0–1) Jegyzőkönyv | Shevchenko 45+1' |

| San Siro, Milánó Nézőszám: 76 854 Játékvezető: Gilles Veissière (francia) |

| 2003. május 14. 20:45 |

| Juventus                               | 3–1               | Real Madrid |
| -------------------------------------- | ----------------- | ----------- |
| Trezeguet 12' Del Piero 43' Nedvěd 73' | (2–0) Jegyzőkönyv | Zidane 89'  |

| Stadio delle Alpi, Torino Nézőszám: 67 299 Játékvezető: Urs Meier (svájci) |

## Döntő
| 2003. május 28. 20:45 |

| Juventus                                        | 0–0 (h. u.) | AC Milan                                 |
| ----------------------------------------------- | ----------- | ---------------------------------------- |
|                                                 | Jegyzőkönyv |                                          |
| Büntetőpárbaj                                   |             |                                          |
| Trezeguet Birindelli Zalayeta Montero Del Piero | 2–3         | Serginho Seedorf Kaladze Nesta Sevcsenko |

| Old Trafford, Manchester Nézőszám: 63 215 Játékvezető: Markus Merk (német) |